# Quetena
El Quetena, Cerro Quetena o volcà Quetena, és un volcà extingit que es troba a la serralada de Lípez, al departament de Potosí de Bolívia. Té una alçada de 5.730 msnm i es troba prop de la Laguna Colorada, dins la Reserva nacional de fauna andina Eduardo Avaroa. La darrera erupció del volcà va tenir lloc durant l'Holocè.